# Justin Rutty
Justin Rutty, né le 6 juillet 1989,est un joueur américain de basket-ball. Il évolue au Boulazac Basket Dordogne.